# Fluvià
Il Fluvià è un fiume della Catalogna che nasce nelle montagne del Collsacabra e, passando per Olot e Besalú, sfocia nel Mar Mediterraneo nelle Aiguamolls de l'Empordà vicino a Sant Pere Pescador dopo aver percorso 70 km attraverso le comarcas catalane di La Garrocha e Alt Empordà.
L'antica città di Empúries era stata fondata vicino alla foce del Fluvià, quando questo si trovava a 6 km a sud dalla sua posizione attuale.
I principali affluenti del fiume Fluviá sono il Ser, il Gurn, il Llierca e l'Oix.